# 國際文字圖像教育系統
國際文字圖像教育系統（英語：International System of TYpographic Picture Education） ，是由奥地利出生的教育工作者、哲学家奧图·纽拉特和设计师Gerd Arntz，为了信息更流畅地传达，以单纯的、非文字性的方式而设计的一系列象形符号。
按照纽拉特的构想，Isotype本来是为了儿童教育而开发的。但结果相对这种用途，对今后现代公共空间中的种种标识和信息图形(information graphics)的形成都有莫大的影响。从设计的方面来看，Isotype从1920年代的现实主义和装饰艺术风格理想中的线描形式吸取了很多元素。另外，由于这种方法能用一张图表达庞大的信息，比如表示面包、砂糖的库存，汽车工厂的劳动力数量等，作为一种更流畅地传达大数量信息的方法在各国流传开来。与巴克敏斯特·富勒的Geoscope计划的构想都有若干共同点也说不定。
纽拉特和其妻子玛丽·纽拉特(Marie Neurath)一起设立了Isotyoe研究所(Isotype Institute)。